# 3D Time Trek
3D Time Trek è un videogioco pubblicato nel 1983 per Commodore 64 e Commodore VIC-20 e nel 1985 per Amstrad CPC e Commodore 16 dalla Anirog Software. È un simulatore spaziale simile al classico Star Trek, con la presenza di combattimenti con visuale in prima persona, nello stile di Star Raiders o di Time-Gate, uscito poco prima per ZX Spectrum.

## Trama
Il protagonista è uno dei pochi sopravvissuti all'attacco al pianeta Corillian da parte dei pirati alieni. Alla guida di un'astronave ben equipaggiata con sensori a lungo raggio, dà la caccia ai pirati, le cui forze consistono in astronavi sparse in un settore di spazio.

## Modalità di gioco
L'obiettivo del gioco è trovare e distruggere tutte le astronavi nemiche prima che la propria astronave venga distrutta oppure esaurisca l'energia, rimanendo dispersa nello spazio. L'area di gioco complessiva è costituita da una griglia bidimensionale di 8x8 quadranti, il cui contenuto inizialmente è quasi del tutto sconosciuto. Ogni quadrante può contenere spazio vuoto, alieni oppure un pianeta di supporto. Si inizia nello spazio vuoto, dove la visuale esterna è formata solo da stelle in movimento.
Attivando con un tasto i sensori a lungo raggio si può rivelare il contenuto delle 8 caselle circostanti l'attuale posizione in una griglia 3x3. Un'altra funzione mostra l'intera mappa galattica, ma solo le caselle già esplorate sono visibili. La navigazione permette di cambiare quadrante, raggiungendo direttamente qualsiasi punto della mappa digitandone le coordinate, ma con un costo di energia che dipende dalla distanza.
Il computer di combattimento è un'altra schermata che permette di allocare energia, in decimi, dalla riserva agli scudi difensivi e viceversa. Mostra inoltre il numero di nemici rimasti e lo stato dei danni. Oltre al danneggiamento generale dello scafo che può portare alla distruzione, i danni possono riguardare specifiche apparecchiature, ad esempio la mappa o i sensori potrebbero non funzionare più.
Quando si entra in un quadrante con alieni viene segnalata la "condizione rossa" e inizia la battaglia, che è una sequenza d'azione. Si pilota l'astronave che vira in verso opposto rispetto ai controlli direzionali, e tramite un mirino al centro della visuale si devono colpire rapide astronavi nemiche, che sparano a loro volta colpi non evitabili. Il computer di combattimento non è utilizzable durante la battaglia, perciò parte della strategia è preparare prima una quantità adeguata di scudi.
Per la riparazione dei danni e la ricarica dell'energia ci si può recare su uno dei pianeti. Nella versione Amstrad, che è la più differente dalle altre anche come impostazione grafica generale, per ottenere il rifornimento è necessario anche completare con successo una sequenza di atterraggio nello stile di Lunar Lander.